# Pavla Hočevar
Pavla Hočevar, slovenska učiteljica, urednica, feministka in publicistka, * 27. junij 1889, Dunaj, † 18. avgust 1972, Ljubljana.

## Življenje in delo
Pavla Hočevar se je šolala v Velikih Laščah in v Ljubljani, nato pa se je odločila za sprejemni izpit in nadaljevala šolanje na višji dekliški šoli. Zagotovila si je Gorupovo štipendijo, s pomočjo katere je opravila tri letnike višje dekliške šole, nato pa še enoletni pedagoški tečaj.
Pavla Hočevar je že v šolskem obdobju sodelovala v napredni dijaški organizaciji in se udeleževala raznih shodov. Bila je na sokolskem izletu vseslovenskega ženskega kongresa v Pragi leta 1907, kar ji je omogočilo vpogled v širše gibanje za emancipacijo žensk. V njenih dijaških letih je na njo izredno vplivala Zofka Kveder.
Od leta 1908 je delala kot učiteljica v Loškem Potoku, Trstu in drugod. Ko so konec šolskega leta 1928/29 italijanske oblasti prepovedale šole s slovenskim učnim jezikom, se je vrnila v Ljubljano in se zaposlila na šoli Ledina. Učiteljsko delo je opravljala 38 let, vse do upokojitve leta 1946.
Bila je med soustanoviteljicami Ženskega dobrodelnega združenja, ki je bilo osnovano 8. novembra 1922 v Trstu. Ob izbruhu druge svetovne vojne se je iz Trsta preselila v Ljubljano in se tam aktivno vključila v OF, kjer pa je večkrat prišla v spor z vodstvom. Leta 1947 jo je zaradi svojih političnih nazorov komunistična oblast aretirala in jo na Nagodetovem procesu obsodila na 14-letno zaporno kazen zaradi vohunjenja za  ilegalno organizacijo levo usmerjenih liberalnih intelektualcev Stara pravda, kamor se je vključila leta 1941. Kljub temu je bila 9. maja 1952 pogojno izpuščena iz zapora, sodba pa je bila uradno razveljavljena šele leta 1991.)

## Vir
1. 1 2 3 4  Slovenska biografija — Znanstvenoraziskovalni center Slovenske akademije znanosti in umetnosti. — ISSN 2350-5370
2. ↑  Pozabljena polovica : portreti žensk 19. in 20. stoletja na Slovenskem (COBISS), str. 229–233